# نيكولاوس غروس
نيكولاوس غروس (بالألمانية: Nikolaus Groß)‏ هو مقاوم ألماني، ولد في 30 سبتمبر 1898 في Niederwenigern ‏ في ألمانيا، وتوفي في 23 يناير 1945 في سجن بلوتزينسي في ألمانيا بسبب شنق.